# Manoir de Crec'h Guégan
Le manoir de Crec'h Guégan est situé à Perros-Guirec, en France.

## Localisation
Le manoir est situé sur la commune de Perros-Guirec dans le département des Côtes-d'Armor, dans la région Bretagne.

## Description
Le manoir est un bâtiment rectangulaire flanqué au nord d'une tour. L'élévation antérieure savamment équilibrée témoigne de l'influence française.

## Historique
Le manoir est désigné dans un aveu de 1699 comme la maison de La Fontaine, appartenant avec ses dépendances au sieur de Crec'h Guégan. Acheté en 1981 par un avocat allemand, il a été entièrement restauré.
Il est inscrit partiellement au titre des monuments historiques par arrêté du 14 mars 1990.

## Protection
Éléments protégés : les façades et toitures.